# Бърбат
Бърбат (на румънски: Bărbat) е войвода в Северна Олтения от втората половина на XIII в., брат и наследник на Литовой.
Между 1277 и 1280 г. Литовой отказва да се подчини на унгарския крал Ласло IV и да му плаща ежегоден данък и загива в битка с унгарските войски. Бърбат е пленен и изпратен в унгарския кралски двор, където е принуден да плати откуп и да се признае за васал на унгарската корона, след което е освободен.
Тези събития са споменати в дарителска грамота, подписана от крал Ласло IV на 8 януари 1285 г.